# D'Urville Monument
D'Urville Monument är ett berg i Antarktis. Det ligger i Västantarktis. Argentina, Chile och Storbritannien gör anspråk på området. Toppen på D'Urville Monument är 575 meter över havet.
Terrängen runt D'Urville Monument är kuperad norrut, men söderut är den platt. Havet är nära D'Urville Monument åt sydost. Trakten är obefolkad. Det finns inga samhällen i närheten.